# American Jewish Committee
Ne doit pas être confondu avec American Jewish Congress.
Pour les articles homonymes, voir AJC.
L'American Jewish Committee ou AJC (« comité des Juifs américains »), a été  « fondé en 1906 avec le but de regrouper toutes les composantes juives américaines pour défendre le droit des Juifs du monde entier ». C'est l'une des plus anciennes organisations de défense des Juifs des États-Unis. Depuis 2009, l'AJC se considère comme le « Centre mondial de défense des Juifs et d'Israël ».

## Histoire

### Jusqu'aux années 1960
Le 11 novembre 1906, 81 juifs américains se rencontrent à l'hôtel Savoy à New York pour créer l'American Jewish Committee ; ils sont préoccupés par les pogroms dirigés contre les juifs dans l'Empire russe. La déclaration officielle du comité indique que son objectif est de « prévenir les violations des droits civils et religieux des juifs et d'atténuer les conséquences de la persécution ».
Dans les années 1920, alors qu'il en est président, Louis B. Marshall est crédité d'avoir fait de l'AJC une voix majeure s'opposant aux restrictions à l'immigration des juifs aux États-Unis. En outre, il réussit à empêcher Henry Ford de publier de la littérature antisémite et de la distribuer par l'intermédiaire de ses concessionnaires automobiles, et contraint l'industriel à s'excuser publiquement,,.
En 1950, le président de l'AJC, Jacob Blaustein, conclut un accord avec le Premier ministre israélien David Ben Gourion déclarant que l'allégeance politique des juifs américains était uniquement une allégeance à leur pays de résidence.
Avant la guerre des Six Jours en 1967, l'AJC est officiellement « non sioniste », et il a longtemps été ambivalent à propos du sionisme, considéré comme une idéologie politique qui place les juifs dans une situation délicate de double loyauté (à l'égard de l'État dont ils sont citoyens et à l'égard d'Israël). Cependant l'AJC a soutenu la création de l'État d'Israël en 1947-1948, après que les États-Unis ont soutenu la partition de la Palestine. Il s'agit de la première organisation juive américaine à ouvrir un mandat permanent en Israël.

### Des années 1960 à 2000
Lors de la guerre des Six Jours de 1967, l’AJC devient un défenseur passionné de l’État juif.
En décembre 1987, le représentant de l'AJC à Washington, David Harris, organise le Rassemblement du dimanche de la liberté au nom de la communauté juive soviétique. Environ 250 000 personnes assistent au rassemblement de la RDC, qui exige que le gouvernement soviétique autorise les juifs à émigrer de l'URSS. En 1990, David Harris devient directeur exécutif. Sous sa direction, l'AJC s'implique de plus en plus dans les affaires internationales. Des réunions régulières avec des diplomates étrangers aux États-Unis ou dans leur pays d'origine sont complétées chaque année en septembre par un « marathon diplomatique », une série de rencontres avec des diplomates de haut niveau venus représenter leurs pays lors de la session annuelle de l'Assemblée générale des Nations unies.
En 1999, l'AJC mène une campagne publicitaire en faveur de l'intervention de l'OTAN au Kosovo.

### À partir des années 2000
En 2001, l'AJC devient un partenaire officiel de UN Watch basée à Genève.
En 2004, l'AJC ouvre à Bruxelles l'Institut transatlantique de l'AJC, qui, selon son énoncé de mission, s'emploie à promouvoir « la coopération transatlantique pour la sécurité mondiale, la paix au Moyen-Orient et les droits de l'homme ». La même année, il ouvre une division des affaires russes afin d'identifier de nouveaux dirigeants dans le plaidoyer public juif américain et de les former. D'autres bureaux sont ouverts à Paris, Rome, Bombay et São Paulo.
Dans le cadre d'un nouveau plan stratégique adopté en 2009, l'AJC déclare qu'elle se veut désormais le « Centre mondial pour le plaidoyer juif et israélien » et « l'adresse juive centrale » pour les relations intergroupes et les droits de l'homme. Son nouveau slogan est « Global Jewish Advocacy ». Selon le magazine Forward, « autrefois connue pour son travail sur les droits civils, ses conférences savantes et ses recherches originales, l’AJC a réorganisé ses activités, en réduisant les anciens programmes pour développer des plaidoyers mondiaux souvent en soutien à l’État hébreu ». Ce changement intervient au moment où l'AJC traverse une crise financière et doit faire face à une forte concurrence d'organisations juives récemment créées. « L'effort mondial de plaidoyer est devenu la marque de fabrique de l'organisation », toujours selon Forward.

## Critiques et controverses

### Opposition à la discrimination positive
Au cours des années 1970, l'AJC était un adversaire véhément de la discrimination positive pour les Afro-Américains et d'autres personnes de couleur. L'AJC a célébré la décision historique de la Cour suprême de 1978 dans l'affaire Regents of the University of California c. Bakke d'annuler les quotas raciaux dans les admissions à l'université, confirmant ainsi son opinion selon laquelle les quotas raciaux sont inconstitutionnels. En 2003, l'opposition de l'AJC à la discrimination positive s'est tempérée. Le directeur de la politique publique de l'AJC, Jeffrey Sinesky, a déclaré que « c'est le concept de quota qui est intolérable » après que l'AJC a soumis un mémoire pour la défense du programme d'« affirmative action » de l'université du Michigan,.

### Sondage sur l'antisémitisme
Peter Beinart, rédacteur en chef de Jewish Currents, analyse dans le magazine Forward un sondage de l'AJC sur la perception de l'antisémitisme par les juifs américains, en 2019. Les questions posées dans le sondage lui paraissent biaisées : elles demandent aux sondés si le mouvement BDS, Boycott, désinvestissement et sanctions, est antisémite, sans expliquer ce qu'est BDS ; ou bien elles demandent si remettre en cause le « droit d'exister » de l'État d'Israël est antisémite, sans demander par ailleurs si Israël a le droit de traiter des millions de Palestiniens comme des non-citoyens permanents en vertu de la loi militaire.
Le sondage montre que les juifs américains se sentent menacés par l'antisémitisme de droite plus que par l'antisémitisme de gauche — ce qui concorde selon Peter Beinart avec le fait que la majorité des juifs américains votent en faveur du Parti démocrate. Cependant, toujours selon Peter Beinart, ces résultats ne convenant pas à l'AJC, qui défend Israël et son gouvernement de droite, Avi Mayer de l'AJC a déformé les conclusions du sondage en prétendant que les juifs américains se sentent également menacés par la gauche et par la droite. L'AJC aurait tendance à gonfler artificiellement l'idée d'une menace venant d'antisémites de gauche, parce que les critiques dirigées contre la politique israélienne sont issues de la gauche ; « définir la gauche comme un antisémitisme permet à l'AJC de prétendre que sa lutte contre l'antisémitisme et sa défense de Benyamin Netanyahou reviennent au même ».
L'AJC est soutenu par le service autrichien de la Mémoire, qui y envoie des participants.